# هوندا اچ‌ای-۴۲۰ هونداجت
هوندا اچ‌ای-۴۲۰ هونداجت(به انگلیسی: Honda HA-420 HondaJet) یک جت تجاری سبک است که توسط شرکت هواپیماسازی هوندا در گرینزبورو، کارولینای شمالی، ایالات متحده تولید می‌شود. طرح مفهومی این هواپیما در سال ۱۹۹۷ معرفی شد و در سال ۱۹۹۹ تکمیل گردید. اولین پرواز خود را در ۳ دسامبر ۲۰۰۳ انجام داد، گواهینامه تایپ FAA خود را در دسامبر ۲۰۱۵ دریافت کرد و اولین بار در همان ماه تحویل داده شد. تا پایان سال ۲۰۲۱، ۲۰۰ فروند از آن تحویل داده شد.
این هواپیمای هفت تا هشت نفره دارای بدنه کامپوزیت و بال آلومینیومی است و از دو موتور توربوفن جنرال الکتریک هوندا اچ‌اف۱۲۰ که به‌طور غیرعادی بر روی دکل‌های بالای بال نصب شده‌اند، نیرو می‌گیرد. می‌تواند با ۴۲۰ نات (۷۸۰ کیلومتر بر ساعت) حرکت کند و دارای ۱٬۴۰۰ مایل دریایی (۲۶۰۰ کیلومتر) برد است. هونداجت چندین جایزه طراحی و نوآوری هوانوردی دریافت کرده‌است.

## مشخصات (الیت)
داده‌ها از بروشور هونداجت الیت
ویژگی‌های عمومی
- خدمه: ۱–۲
- ظرفیت: ۷ نفر (۸ در اروپا[۴])با احتساب خدمه
- طول: ۴۲ فوت ۷ اینچ (۱۲٫۹۹ متر)
- پهنای بال: ۳۹ فوت ۹ اینچ (۱۲٫۱۲ متر)
- ارتفاع: ۱۴ فوت ۱۱ اینچ (۴٫۵۴ متر)
- بیشترین وزن برخاست: ۱۰٬۷۰۱ پوند (۴٬۸۵۴ کیلوگرم) [۵]
- فشار کابین: ۸٫۸ پوند بر اینچ مربع (۰٫۶۱ بار)[۶]
- ارتفاع کابین: ۴٫۸۳ فوت (۱٫۴۷ متر)[۷]
- عرض کابین: ۵٫۰۰ فوت (۱٫۵۲ متر)[۷]
- پیشرانه: ۲ عدد توربوفن جی‌ایی هوندا اچ‌اف۱۲۰, ۲٬۰۵۰ پوند-نیرو (۹٫۱ کیلونیوتن) thrust در هر موتور

عملکرد
- سرعت کروز: ۴۲۲ گره (۴۸۶ مایل بر ساعت، ۷۸۲ کیلومتر بر ساعت) FL300
- بُرد: ۱٬۴۳۷ مایل دریایی (۱٬۶۵۳ مایل، ۲٬۶۶۱ کیلومتر) ذخیره سوخت NBAA در محدوده IFR با ۴ سرنشین
- حداکثر ارتفاع: ۴۳٬۰۰۰ فوت (۱۳٬۰۰۰ متر)
- نرخ صعود: ۴٬۱۰۰ فوت بر دقیقه (۲۱ متر بر ثانیه)
- سوختن مصرفی در طی مسافت با سرعت بالا: ۹۹۹ پوند بر ساعت (۴۵۳ کیلوگرم بر ساعت) در 419 kn TAS در FL330[۶]
- سوختن مصرفی در سفرهای دوربرد: ۵۴۳ پوند بر ساعت (۲۴۶ کیلوگرم بر ساعت) در 360 kn TAS در FL430[۶]

## همچنین ببینید
- وی‌اف‌دابلیو-فوکر ۶۱۴ (اولین هواپیما با موتورهای روی بال)

توسعه مرتبط
- Honda MH02

هواگردهای با عملکرد، پیکربندی و یا دوره زمانی مشابه
- سسنا سایتیشن ماستانگ
- سسنا سایتیشن‌جت
- Eclipse 500 / 550
- امبرائر فنوم ۱۰۰

فهرست‌های مرتبط
- جت فوق سبک